# Отпускаю
«Отпускаю» — песня, написанная российской певицей МакSим и Алсу Ишметовой. Композиция была выпущена, как третий официальный сингл МакSим, с её дебютного студийного альбома «Трудный возраст». Для МакSим песня стала первой композицией, возглавившей общий радиочарт стран СНГ.

## О песне
Песня написана самой МакSим в соавторстве с её школьной подругой Алсу Ишметовой.
МакSим исполняла композицию в ходе двух своих концертных туров, а также на концерте «Новые песни о главном 2007».
В 2009 году немецкая поп-рок-группа Eisblume выпустила альбом «Unter Dem Eis», включающий песню «Überleben» — кавер-версию на «Отпускаю».
11 февраля 2022 года МакSим представила новую версию песни, записанную при участии Егора Крида.

## Ротация на радио
Песня ротировалась в 2006 году на радиостанциях, работающих в системе TOPHIT.RU, в трёх версиях.
| №  | Название                        | Автор(ы)         | {{{extra_column}}} | Длительность |
| -- | ------------------------------- | ---------------- | ------------------ | ------------ |
| 1. | «Отпускаю»                      | Марина Максимова | 17/10/2006         | 4:13         |
| 2. | «Отпускаю» (R`n`B Mix)          | Марина Максимова |                    | 3:29         |
| 3. | «Отпускаю» (Артефакт Radio Mix) | Марина Максимова |                    | 3:48         |

## Видеоклип
Видеоклип на композицию снимал режиссёр Евгений Митрофанов. В главной роли — молодого человека МакSим — выступил актёр Денис Никифоров.
По состоянию на март 2023 года, видео на официальном канале певицы на YouTube набрало более 18,5 млн просмотров.

## Чарты
«Отпускаю» — первый сингл с альбома «Трудный возраст», который возглавил радиочарт стран СНГ, оставаясь на первом месте 4 недели. Сингл был проигран в эфире российских радиостанций 287530 раз, примерно в 3 раза больше, чем все предыдущие синглы певицы.

| Страна/территория (Чарт)  | Высшая позиция |
| ------------------------- | -------------- |
| Tophit Общий Топ-100      | 1              |
| Tophit Топ-100 по заявкам | 1              |
| Tophit Российский Топ-100 | 320            |
| Tophit Московский Топ-100 | 2              |
| Золотой граммофон         | 3              |

| Страна/территория (Чарт)  | Высшая позиция |
| ------------------------- | -------------- |
| Tophit Общий Топ-100      | 1              |
| Tophit Московский Топ-100 | 3              |

### Годовые чарты
| Страна/территория (Чарт)    | Высшая позиция |
| --------------------------- | -------------- |
| Tophit Общий Топ-200        | 72             |
| Tophit Общий Топ-200 (рус.) | 35             |
| Tophit Топ-200 по заявкам   | 27             |
| Tophit Московский Топ-200   | 79             |

## Награды
- 2006 год — диплом фестиваля «Новые песни о главном»[4].